# Автолік (місячний кратер)
Кратер Автолік (лат. Autolycus) — порівняно молодий ударний кратер на видимій стороні Місяця в східній області гір Архімеда, на кордоні між Морем Дощів і Морем Ясності. Утворення кратера імовірно належить до ератосфенського періоду, в інших джерелах належить до коперниківського періоду. Вперше описаний Яном Гевелієм в 1645 р. Кратер названий на честь Автоліка з Пітани (близько 360 до н. е. — близько 290 до н. е..) — давньогрецького астронома і математика (не плутати з Автоліком — персонаж давньогрецької міфології). Назва затверджена Міжнародним астрономічним союзом в 1935 р.

## Опис кратера

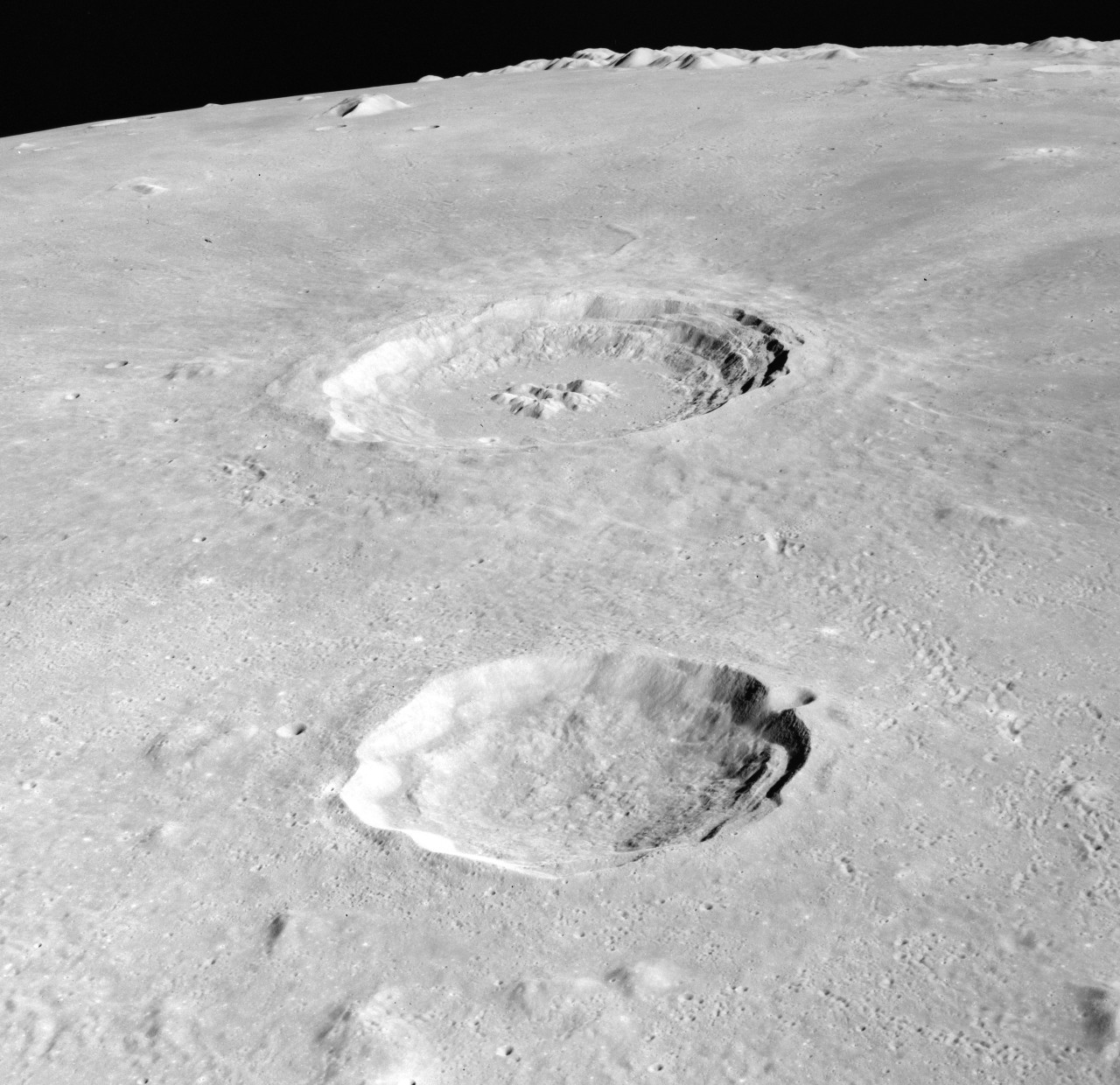
Кратери Автолік (внизу) і Арістілл (вгорі). Знімок з борту Аполлона-15.

На заході від кратера знаходиться древній кратер Архімед, на півночі — порівняно молодий кратер Арістілл, на півдні — Болото Гниття, на сході розташовані гори Кавказ, на південному сході — борозни Френеля і мис Френеля. Діаметр кратера 38,9 км, глибина 3,43 км , селенографічні координати центру кратера — 30°41′ пн. ш. 1°29′ сх. д. / 30.68° пн. ш. 1.49° сх. д.. За морфологічними ознаками кратер належить до класу TRI (за назвою кратера Тріснеккер, який є типовим представником даного класу).
Вал кратера має дещо відмінну від циркулярної форми, пологий зовнішній укіс і терасовидний внутрішній схил. Висота валу над дном чаші кратера становить 3140 м, над навколишньою місцевістю 1020 м. Північна частина кратера має сліди сильного ерозійного руйнування. У північно-східній частині валу кратера знаходиться примітний сателітний кратер Автолік А. Дно кратера нерівне, лежить приблизно на 1200 м нижче навколишньої місцевості, заповнене лавою і фрагментами від руйнування валу кратера, центральний пік (або, в цьому випадку, швидше центральна височина) має висоту 820 м і діаметр 7,53 км. Об'єм кратера становить приблизно 1100 км³.
Кратер має слабку, важко помітну систему променів, що простягається на відстань до 400 км, і включений в список кратерів із системою променів Асоціації місячної і планетної астрономії (ALPO).
Система променів кратера проходить через чашу кратера Архімед, залишаючи сліди на його дні, це свідчить про те, що кратер утворився пізніше кратера Архімед. З іншого боку, матеріал, викинутий при утворенні кратера Арістілл, частково перекриває зовнішній укіс валу кратера Автолік, таким чином останній утворився раніше.

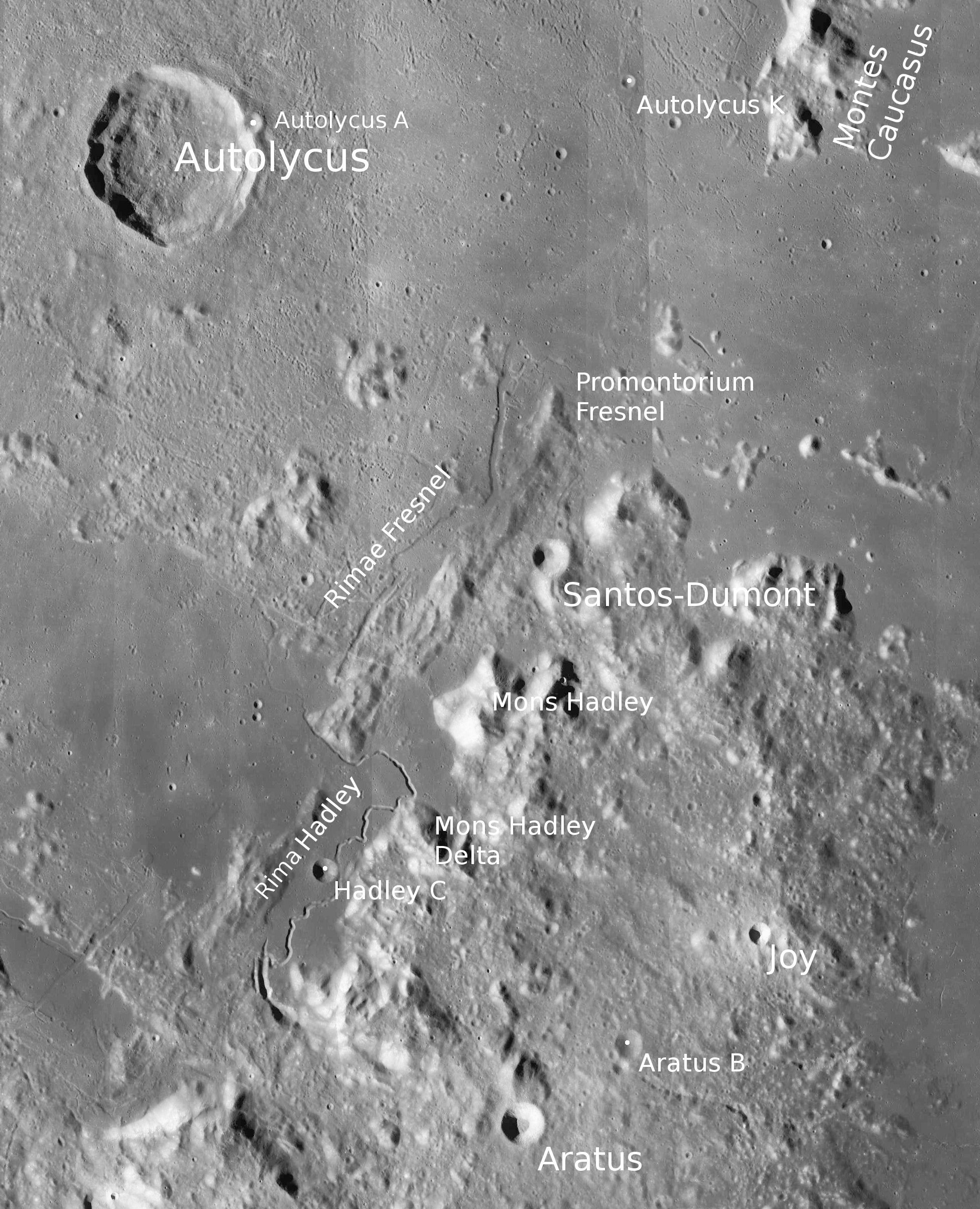
Околиці кратера Автолік. Знімок зонда Lunar Reconnaissance Orbiter.

## Перетин кратера
На наведеному графіку показано перетин кратера в різних напрямках, масштаб по осі ординат вказаний у футах, масштаб в метрах зазначений у верхній правій частині ілюстрації.

## Сателітні кратери

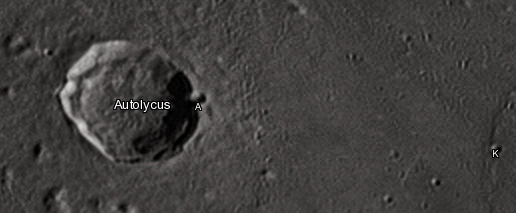
Знімок Девіда Кемпбелла.

| Автолік | Координати                                              | Діаметр, км |
| ------- | ------------------------------------------------------- | ----------- |
| A       | 30°55′ пн. ш. 2°10′ сх. д. / 30.92° пн. ш. 2.17° сх. д. | 4,2         |
| K       | 31°13′ пн. ш. 5°26′ сх. д. / 31.21° пн. ш. 5.43° сх. д. | 3,0         |

## Місця посадок космічних апаратів
Приблизно за 40 км на південний захід від кратера Автолік, в точці з селенографічними координатами 29°06′ пн. ш. 0°00′ сх. д. / 29.1° пн. ш. 0.0° сх. д., зробила жорстку посадку Луна-2, перша в світі автоматична міжпланетна станція, яка досягла поверхні Місяця.

## См. також
- Список кратерів на Місяці
- Місячний кратер
- Морфологічний каталог кратерів Місяця
- Планетна номенклатура
- Селенография
- Мінералогія Місяця
- Пізнє важке бомбардування